# Hemolymfe
Hemolymfe is de lichaamsvloeistof van Arthropoda (onder andere insecten en Arachnidae) en Mollusca. Bij deze dieren is er geen verschil tussen extracellulaire vloeistof en circulatievloeistof (bloed).

## Samenstelling
Hemolymfe bestaat uit:
- anorganische componenten
  - water
  - zouten (vnl. Na+, Cl−, K+, Mg2+ en Ca2+)
- organische componenten
  - koolhydraten, eiwitten, lipiden
- hemocyanine staat in voor zuurstoftransport (zoals hemoglobine bij hogere dieren) - dit zorgt voor veelal een blauwe kleur omdat hierin een koperion is gebonden.[1]
- cellen
  - vrij circulerende hemocyt-cellen die een rol spelen in het immuunsysteem